# IKAROS
IKAROS (anglicky Interplanetary Kite-craft Accelerated by Radiation Of the Sun, tedy Meziplanetární drak urychlovaný zářením slunce) je japonská meziplanetární kosmická sonda a zároveň první úspěšná sluneční plachetnice. Jejím hlavním úkolem bylo prakticky ověřit možnosti slunečního plachtění při cestě k Venuši.
Na orbitu Země byla vynesena 21. května 2010 raketou H-IIA z kosmického centra Tanegašima japonské vesmírné agentury. Po rozvinutí svojí plachty na orbitě IKAROS 10. června 2010 úspěšně vyplula směrem k Venuši.
Primární cíle svojí mise splnila, když 8. prosince 2010 proletěla ve vzdálenosti 80 800 km kolem Venuše. Roku 2015 došlo ke každoroční hybernaci sondy, ale poté již signál nebyl obnoven.